# Сорокинское сельское поселение (Тверская область)
Сорокинское се́льское поселе́ние — упразднённое муниципальное образование в составе Вышневолоцкого района Тверской области.
На территории поселения находились 22 населённых пункта. Центр поселения — деревня Сороки.
Образовано в 2005 году из части территорий Садового, Сорокинского и Старского сельских округов.

## Географические данные
- Общая площадь: 222 км²
- Нахождение: северная часть Вышневолоцкого района
  - Граничит:
    - на севере — с Удомельским районом, Мстинское СП и Копачёвское СП,
    - на востоке — с Дятловским СП,
    - на юге — с Горняцким СП,
    - на юго-западе — с городским округом город Вышний Волочёк и Солнечным СП,
    - на западе — с Садовым СП.

Много озёр, крупнейшее — Пудоро, Ящино, Шишево. Реки — Пуйга, Дивовка.

Поселение пересекает автодорога «Вышний Волочёк — Бежецк — Сонково».

## Население
На 01.01.2008 — 2465 человек.

## Населенные пункты
На территории поселения находятся следующие населённые пункты:
| №  | Тип нп | Название           | Население (2008 год) |
| -- | ------ | ------------------ | -------------------- |
| 1  | дер.   | Агрухино           | 0                    |
| 2  | дер.   | Болдырево          | 3                    |
| 3  | дер.   | Большие Малошевины | 15                   |
| 4  | дер.   | Борьково           | 62                   |
| 5  | дер.   | Василёво           | 2                    |
| 6  | дер.   | Волково            | 4                    |
| 7  | дер.   | Гряды              | 26                   |
| 8  | дер.   | Дмитровка          | 0                    |
| 9  | дер.   | Зашишевье          | 19                   |
| 10 | дер.   | Камушки            | 3                    |
| 11 | дер.   | Малое Гудобино     | 6                    |
| 12 | дер.   | Мануйлово          | 9                    |
| 13 | дер.   | Починок            | 12                   |
| 14 | пос.   | Пригородный        | 1632                 |
| 15 | дер.   | Пуйга              | 54                   |
| 16 | дер.   | Речка              | 4                    |
| 17 | дер.   | Рог                | 8                    |
| 18 | дер.   | Сороки             | 402                  |
| 19 | дер.   | Старое             | 140                  |
| 20 | дер.   | Хвошно             | 1                    |
| 21 | дер.   | Шепелькино         | 28                   |
| 22 | дер.   | Ящины              | 35                   |

### Бывшие населенные пункты
На территории поселения исчезли деревни Большое Гудобино, Кунцево, Ожгулево, Водоножье, Подсосенье и другие.

## История
В середине XIX-начале XX века большинство деревень поселения относились к Ящинской волости Вышневолоцкого уезда Тверской губернии.

## Известные люди
В детстве в деревне Старое проживал народный артист России, лауреат государственной премии России Анатолий Иванов.